# Bisdom Tarahumara
Het bisdom Tarahumara (Latijn: Dioecesis Tarahumarensis) is een rooms-katholiek bisdom met als zetels Guachochi en Sisoguichi, in Mexico. Het bisdom is suffragaan aan het aartsbisdom Chihuahua. 

## Geschiedenis
Het bisdom werd opgericht op 6 mei 1950, als missio sui iuris Tarahumara, uit delen van het bisdom Chihuahua, en was suffragaan aan het aartsbisdom Durango. Op 23 juni 1958 werd het verheven tot apostolisch vicariaat, en op 22 november 1958 werd het suffragaan aan het nieuw verheven aartsbisdom Chihuahua. Op 20 december 1993 werd het verheven tot bisdom. 

## Parochies
Het bisdom had in 2020 een oppervlakte van 31.354 km2 en telde 202.817 inwoners waarvan 83,9% rooms-katholiek was.

## Bisschoppen
- Salvador Martinez Aguirre (4 juli 1958 - 25 mei 1973)
- José Alberto Llaguno Farias (28 februari 1975 - 26 februari 1992)
- José Luis Dibildox Martínez (20 december 1993 - 27 december 2003)
- Rafael Sandoval Sandoval (4 januari 2005 - 23 november 2015)
- Juan Manuel González Sandoval (4 februari 2017 - heden)

## Galerij van afbeeldingen

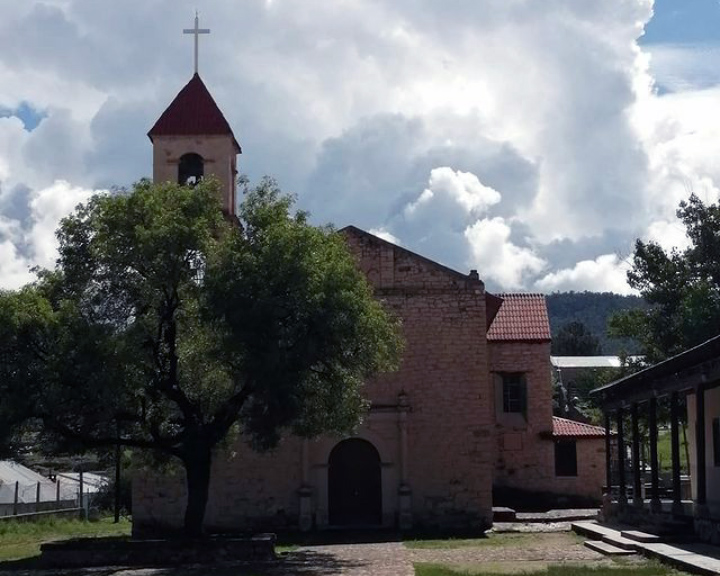
Cokathedraal van Sisoguichi

Chihuahua (aartsbisdom) · Ciudad Juárez · Cuauhtémoc-Madera · Nuevo Casas Grandes · Parral · Tarahumara